# Sudbena palača u Rijeci
Sudbena palača u Rijeci podignuta je 1904. godine, na najistaknutijoj točki staroga grada, na mjestu gdje je stoljećima stajao Kaštel, impozantna utvrda, ključna točka obrambenog sustava bedema, kula i bastiona kojima je Rijeka bila utvrđena. 

## Povijest
U Kaštelu je bilo sijelo namjesnika feudalnog gospodara, kapetana Rijeke. U 18. stoljeću Kaštel gubi tu funkciju, a početkom 20. stoljeća to povijesno zdanje je srušeno i izgrađena Sudbena palača. Tada je ulica dobila svoj današnji izgled. Palaču je projektirao budimpeštanski arhitekt Stigler, u kombinaciji mađarske povijesti i secesije s očitom pretencioznošću za prizorom, što je postigao postavljanjem građevine na visoki podanak od rustično obrađenog kamena te s monumentalnim stubištem. Koristeći taj motiv, riječki arhitekt G. Grassi projektirao je kameni podzid i stube na suprotnoj strani ulice i tako stvorio urbanističko jedinstvo.

## Vanjske poveznice
|  | Zajednički poslužitelj ima još gradiva o temi Sudbena palača u Rijeci |